# پیستوس-آراکسی چیلینگیریان
پیستوس-آراکسی چیلینگیریان (ارمنی: Պիստոս-Արաքսի Չիլինկիրյան؛  ۱۸۵۲ – ۱۸۸۲) یک بازیگر ارمنی‌های ترکیه بود. وی بین سال‌های - تا - میلادی فعالیت می‌کرد.

## زندگی‌نامه
وی در ۱۸۵۲ در محله de:Pera، کنستانتینوپل به دنیا آمد و از مدرسه پرستاران فرانسوی فارغ‌التحصیل شد. وی خواهر آغاونی بینمجیان بود.  وی در ۱۸۸۲ در سن ۳۰ سالگی درگذشت.

## یادداشت
1. ↑  Աղավնի Բինեմեջյան